# یواس‌اس بلو وود (سی‌وی‌ال-۲۴)
یواس‌اس بلو وود (سی‌وی‌ال-۲۴) (به انگلیسی: USS Belleau Wood (CVL-24)) یک کشتی بود که طول آن ۶۲۲ فوت ۶ اینچ (۱۸۹٫۷۴ متر) بود. این کشتی در سال ۱۹۴۲ ساخته شد.